# Секуле Поповић
Секуле Поповић (Лужац, код Берана, 25. мај 1911 — Купрес, 13. август 1942), учесник Народноослободилачке борбе и народни херој Југославије.

## Биографија
Рођен је 25. маја 1911. године, у селу Лужац, код Берана. Потицао је из сиромашне сељачке породици. Основну школу је учио у родном селу, а гимназију у Беранама. После положене матуре, студирао је на Правном факултету у Београду. Током студија, прикључио се револуционарном студентском покрету и 1935. године је постао члан илегалне Комунистичке партије Југославије (КПЈ). Политички је деловао у родном крају, а посебно се истакао у организационо-политичког консолидовања партијске организације у беранском крају.
Септембра 1935. године учествовао је у ђачком штрајку беранске гиманзије. Био је учесник демонстрација у беранском срезу против режима, 17. јуна 1940. године, које су се претвориле у масовни народни збор у селу Заграду. Заједно с Вукадином Вукадиновићем и Војом Масловарићем, штитио је демонстранте од жандарма и био рањен бајонетом. Због учешћа у овим демонстрацијама, био је ухапшен и новембра 1940. године осуђен на десет месеци строгог затвора. Казну је издржавао у затвору у Сремској Митровици.
Након изласка наставио је са револуционарним радом и активно учествовао у акцији за слање добровољаца у Шпанију, где су се у Шпанском грађанском рату борили против фашизма. Иако је желео да уде у Шпанију, није добијао сагласност партијске организације, јер је био потребан на терену. Након окупације Југославије, 1941. године, активно је учествовао у припремама Тринаестојулског устанка. Био је један од организатора устанка у беранском крају и учествовао је у ослобођењу Берана, 20. јула 1941. године.
Децембра 1941. године је учествовао у нападу на Пљевља, а потом у борбама против четника Павла Ђуришића у Горњем Полимљу, борбама за ослобођење Мојковца, 1942. године и др. Од 10. јуна 1942. године био је борац Четврте пролетерске црногорске ударне бригаде с којом је учествовао у походу у Босанску крајину. Истакао се у многим борбама, а посебно у нападима на Бугојно и Купрес. Након првог неуспелог напад на Купрес, у току ноћи 11/12. августа 1942, одлучено је да се изврши нови напада на ово место, које су браниле елитне усташке снаге, утврђене у кућама овог градића. Усташе нису могле да се пробију према Дувну и Ливну, па су опкољене у Купресу, пружале жесток отпор.
Приликом другог неуспелог напада на Купрес, у току ноћи 13/14. августа 1942. године, вођене су жестоке борбе у којима је погинуло 73 бораца Четврте пролетерске бригаде, међу којима и Секуле Поповић.
Указом председника ФНР Југославије Јосипа Броза Тита, 13. јула 1953. године, проглашен је за народног хероја.